# Jindřich Mořeplavec
Princ Jindřich Mořeplavec či Jindřich Plavec (portugalsky Infante Dom Henrique o Navegador; 4. března 1394 Porto – 13. listopadu 1460 Sagres) byl člen portugalského vládnoucího rodu Avizů (Avis), mladší bratr krále Eduarda I. Proslavil se jako podporovatel námořních objevitelských cest a obchodu, čímž položil základy portugalské koloniální říše. V rozporu se svou přezdívkou se osobně zřejmě nikdy nikam neplavil.

## Životopis
Jindřich se narodil jako čtvrtý syn portugalského krále Jana I. a anglické princezny Filipy z Lancasteru. Žil převážně ve svém sídle v Sagres a v Lisabonu. Dne 20. srpna 1415 uskutečnil výpravu proti Ceutě, ovládané arabskými piráty. Do bitvy vyplulo 212 portugalských lodí. Po dobytí Ceuty byl spolu se svými bratry pasován na rytíře. Získali majetek a posílili svůj vliv v severní Africe.
V roce 1417 byl jmenován velmistrem Kristova řádu (Lopo Dias de Sousa). Užíval tituly governador a administrator, pán Gouvelly, správce rytířů z Avisu, starosta Gardy a dalších měst. V řádu zbohatl a zisky investoval do objevitelských cest. Zemřel 13. listopadu 1460 v Sagresu.

## Zájem o zámořské objevy
Počátkem 15. století usilovali Portugalci o přenesení války s Maury na jejich území a o ovládnutí obchodu se slonovinou, zlatem a otroky, které přivážely karavany přes Saharu z nitra Afriky. Představovali si, že kdyby pluli dostatečně dlouho podél břehů „černého kontinentu“, mohli by objevit cestu do Indie a zapojit se do výnosného obchodu s kořením a jiným luxusním orientálním zbožím, který doposud monopolně ovládali Benátčané a Janované. Hledání této nové cesty se stalo velkým životním dílem prince Jindřicha, ačkoli se sám kolem západoafrických břehů nikdy neplavil a přídomek „Mořeplavec“ dostal teprve v 19. století.

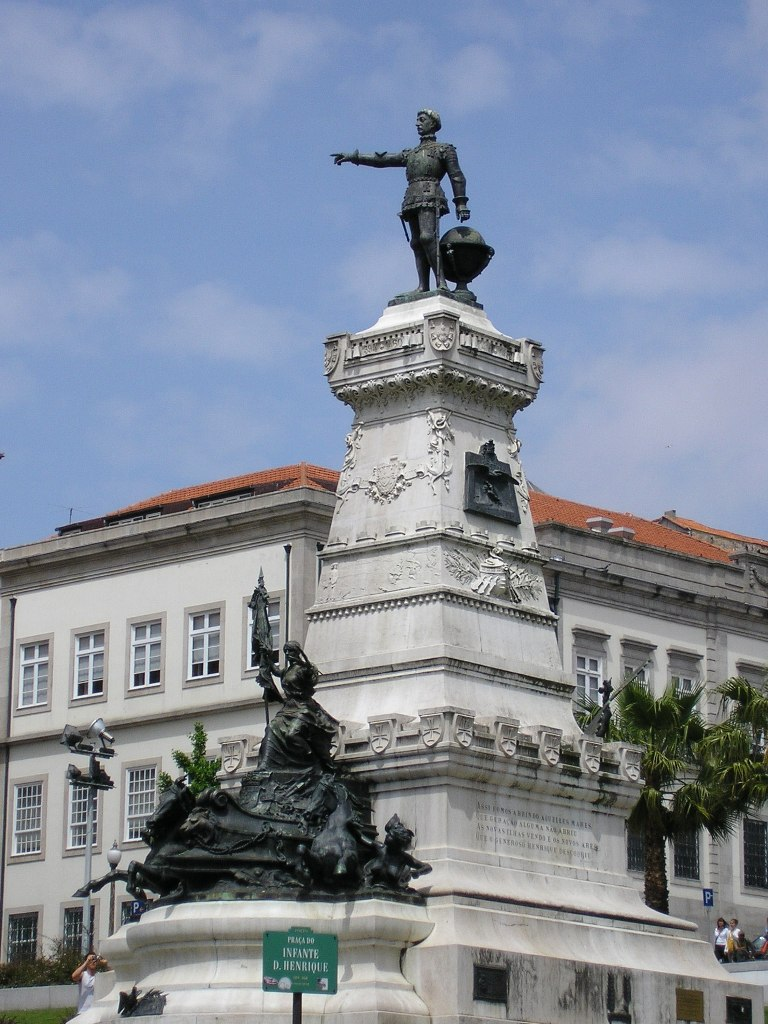
Pomník Jindřicha Mořeplavce v Portu

Pro dlouhotrvající plavby do neznámých vod chyběly v té době vhodné lodi a navigační metody. Pověrčiví námořníci navíc věřili, že mořská voda na rovníku vře a palčivé slunce mění bělochy v černochy, a obávali se, že na vlnách oceánu narazí spíše na příšery a mořské hady než na „rajské ostrovy“. Princ však na ně neustále naléhal, odměňoval odvážné a povzbuzoval bázlivé.
Až do konce života všechny portugalské výpravy nejen inspiroval, ale i organizoval a především financoval, přičemž využíval i značných prostředků rytířského Kristova řádu, jehož velmistrem se stal.
Každoročně vyslal jednu až dvě lodi na korzárské či výzvědné plavby k jihu. Postupně se těmto expedicím podařilo znovuobjevit a ovládnout atlantické ostrovy: Kanárské ostrovy, Madeiru, Kapverdy a Azory, které pak sloužily jako námořní základny. Roku 1434 po patnácti předešlých neúspěšných výpravách se kapitánovi Gilovi Eanesovi podařilo obeplul mys Bojador, neblaze proslulé místo asi 1500 km severně od nejzápadnějšího výběžku Afriky, za nímž prý bylo jen mělké moře a strašlivé proudy. Nakonec strach předčily výnosný obchod s pepřem, zlatem, slonovinou a otroky, což připomínají názvy částí pobřeží – Pepřonosné, Slonoviny, Zlatonosné a Otročí.
Přes svou výjimečnost a nadšení pro objevy zůstával Jindřich Mořeplavec člověkem své doby. Sám se násilně snažil šířit křesťanství a v zotročování afrických domorodců nespatřoval nic nepatřičného, ačkoli papež Evžen IV. ve své encyklice Sicut dudum z roku 1435 otrokářství všem křesťanům pod hrozbou exkomunikace přísně zapověděl. V době jeho smrti pronikli už Portugalci na africké pobřeží až k 8° s. š. do oblasti dnešní Sierry Leone), roku 1471 dosáhli rovníku, v roce 1485 ústí řeky Kongo a pouhé tři roky je dělily od překonání mysu Dobré naděje.

## Objevy výprav, které financoval

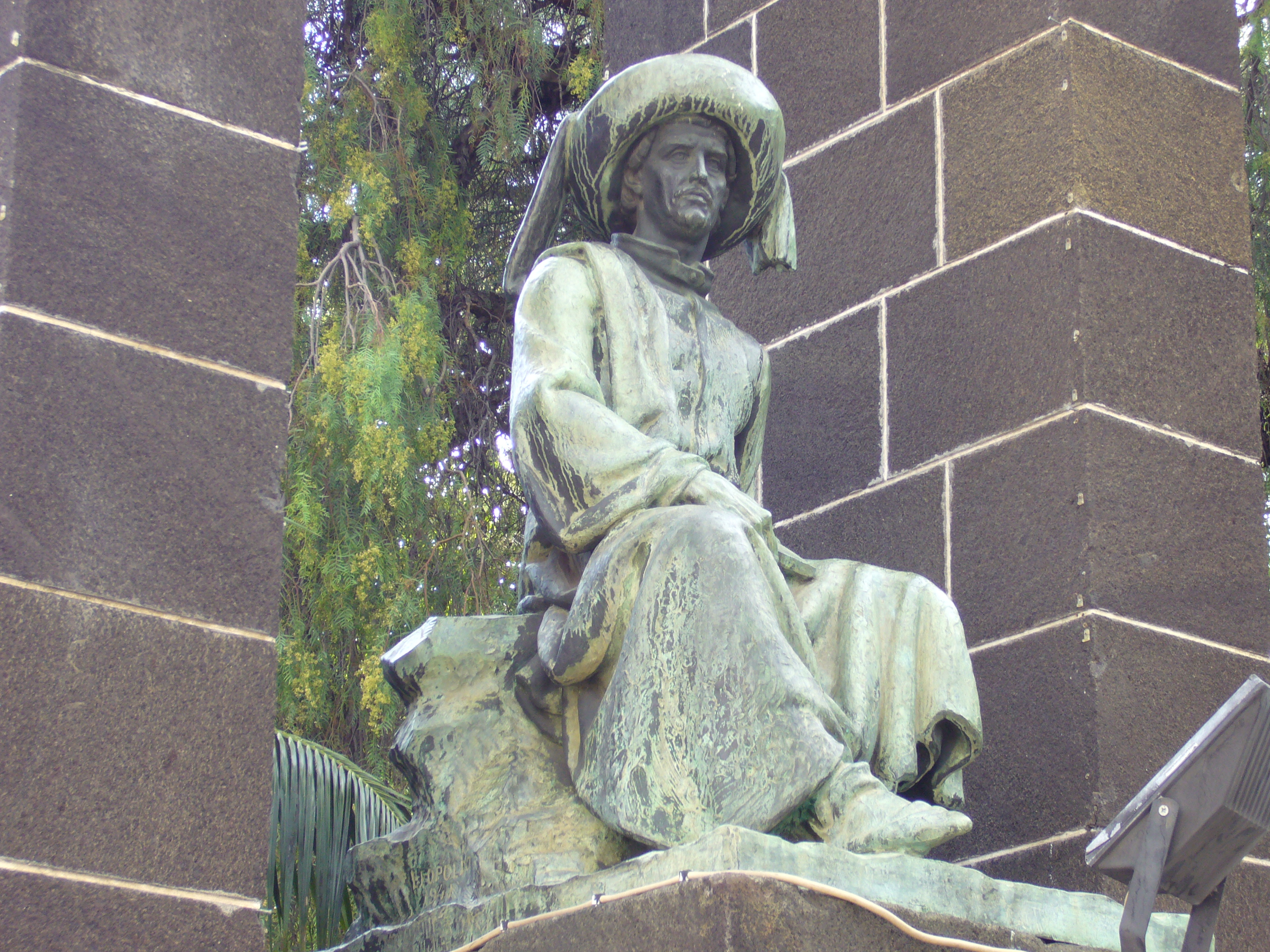
Socha Jindřicha Mořeplavce ve Funchalu na Madeiře

V Sagresu shromáždil kapitány, kartografy, stavitele lodí a založil Námořní akademii, kde dohlížel na stavbu lodí. Zásluhou akademie později se Portugalsko stalo velmocí v zámořských objevech. V roce 1418 byl objeven ostrov Porto Santo a Madeira. Poté podnikl výpravu proti marockému Tangeru, kde byl poražen. Jeden z bratrů padl do arabského zajetí, v němž zemřel. Další výpravy mezitím objevily Bílý mys, Senegambii, Zelený mys. V roce 1441 založil společnost pro obchod s Kanárskými ostrovy a v roce 1444 další koloniální obchodní společnost, která měla monopol pro obchod s Afrikou. Jeho lodě v následujících letech pronikly až k ústí řeky Senegal, do Gambie a do míst, kde dnes leží město Conakry.

## Zajímavost
V televizní anketě Naši velcí Portugalci v roce 2007 se umístil na sedmém místě.